# Wassana Winatho
Wassana Winatho, nota anche come Amornrat Winatho oppure Vassanee Vinatho (thai: วาสนา วินาโท; Prachinburi, 30 giugno 1980), è una multiplista e ostacolista thailandese.
Tra le atlete più rappresentative del proprio paese, è la donna vincitrice di più medaglie d'oro (13) ai Giochi del Sud-est asiatico, dietro alle sole Elma Muros e Jennifer Tin Lay (entrambe a 15).
Detiene il record nazionale nell'eptathlon grazie al punteggio di 5889 punti ottenuto tra il 10 e 11 dicembre 2007 a Nakhon Ratchasima.

## Biografia
Partecipa ai mondiali di Taegu 2011, fermandosi tuttavia dopo due gare: nei 100 metri ostacoli fa registrare un miglior personale di 13"62, mentre nel salto in alto si ferma a 1,68 m dopo tre errori a 1,71 m.
L'estate del 2013 vola in Russia in occasione dei mondiali di Mosca 2013, dove si piazza in ventinovesima posizione con un totale di 5 671 punti, distante oltre 800 punti dalla zona podio composta dal trio Mel'nyčenko (6 585), Theisen-Eaton (6 530) e Schippers (6 477).

## Progressione

### 100 metri ostacoli
| Stagione | Tempo | Luogo     | Data       | Rank. Mond. |
| -------- | ----- | --------- | ---------- | ----------- |
| 2014     | 14"18 | Incheon   | 28-9-2014  |             |
| 2013     | 13"88 | Mosca     | 12-8-2013  |             |
| 2012     | 14"46 | Bangkok   | 2-12-2012  |             |
| 2011     | 13"62 | Taegu     | 29-8-2011  |             |
| 2009     | 13"89 | Vientiane | 16-12-2009 |             |
| 2008     | 13"93 | Pechino   | 15-8-2008  |             |
| 2007     | 13"86 | Bangkok   | 7-10-2007  |             |
| 1999     | 14"28 | Bangkok   | 3-12-1999  |             |
| 1998     | 14"07 | Bangkok   | 13-12-1998 |             |

### 400 metri ostacoli
| Stagione | Tempo | Luogo             | Data       | Rank. Mond. |
| -------- | ----- | ----------------- | ---------- | ----------- |
| 2009     | 58"00 | Vientiane         | 13-12-2009 |             |
| 2007     | 57"21 | Nakhon Ratchasima | 7-12-2007  |             |
| 2006     | 57"19 | Doha              | 10-12-2006 |             |
| 2005     | 57"20 | Manila            | 29-11-2005 |             |
| 2003     | 56"40 | Manila            | 23-9-2003  |             |
| 2001     | 57"09 | Kuala Lumpur      | 14-9-2001  |             |
| 1999     | 59"00 | Hong Kong         | 2-7-1999   |             |

### Eptathlon
| Stagione | Punteggio | Luogo             | Data       | Rank. Mond. |
| -------- | --------- | ----------------- | ---------- | ----------- |
| 2013     | 5 818 p.  | Pune              | 4-7-2013   |             |
| 2012     | 5 172 p.  | Bangkok           | 3-12-2012  |             |
| 2011     | 5 710 p.  | Kōbe              | 9-7-2011   |             |
| 2009     | 5 644 p.  | Vientiane         | 17-12-2009 |             |
| 2007     | 5 889 p.  | Nakhon Ratchasima | 11-12-2007 |             |
| 1998     | 5 630 p.  | Bangkok           | 14-12-1998 |             |

## Palmarès
| Anno | Manifestazione              | Sede                | Evento      | Risultato | Prestazione | Note             |
| ---- | --------------------------- | ------------------- | ----------- | --------- | ----------- | ---------------- |
| 1999 | Giochi del Sud-est asiatico | Bandar Seri Begawan | Eptathlon   | Oro       | 5 547 p.    |                  |
| 2001 | Giochi del Sud-est asiatico | Kuala Lumpur        | 400 m piani | Oro       | 53"46       |                  |
| 2001 | Giochi del Sud-est asiatico | Kuala Lumpur        | 400 m hs    | Oro       | 57"09       |                  |
| 2001 | Giochi del Sud-est asiatico | Kuala Lumpur        | 4×400 m     | Oro       | 3'38"70     |                  |
| 2003 | Giochi del Sud-est asiatico | Hanoi               | 400 m hs    | Argento   | 57"78       |                  |
| 2003 | Giochi del Sud-est asiatico | Hanoi               | 4×400 m     | Bronzo    | 3'44"05     |                  |
| 2005 | Giochi del Sud-est asiatico | Manila              | 400 m hs    | Oro       | 57"20       |                  |
| 2005 | Giochi del Sud-est asiatico | Manila              | 4×400 m     | Argento   | 3'39"49     |                  |
| 2007 | Giochi del Sud-est asiatico | Nakhon Ratchasima   | 400 m hs    | Oro       | 57"21       |                  |
| 2007 | Giochi del Sud-est asiatico | Nakhon Ratchasima   | 4×400 m     | Oro       | 3'38"26     |                  |
| 2007 | Giochi del Sud-est asiatico | Nakhon Ratchasima   | Eptathlon   | Oro       | 5 889 p.    | Record nazionale |
| 2008 | Campionati asiatici indoor  | Doha                | Pentathlon  | Argento   | 4 184 p.    | Record nazionale |
| 2008 | Giochi olimpici             | Pechino             | Eptathlon   | dnf       | dnf         |                  |
| 2009 | Campionati asiatici         | Guangzhou           | 4x400 m     | 5ª        | 3'38"73     |                  |
| 2009 | Giochi del Sud-est asiatico | Vientiane           | 400 m hs    | Argento   | 58"00       |                  |
| 2009 | Giochi del Sud-est asiatico | Vientiane           | 4×400 m     | Oro       | 3'38"51     |                  |
| 2009 | Giochi del Sud-est asiatico | Vientiane           | Eptathlon   | Oro       | 5 644 p.    |                  |
| 2010 | Giochi asiatici             | Canton              | Eptathlon   | dnf       | dnf         |                  |
| 2011 | Campionati asiatici         | Kōbe                | Decathlon   | Oro       | 5 710 p.    |                  |
| 2011 | Mondiali                    | Taegu               | Eptathlon   | dnf       | dnf         |                  |
| 2011 | Giochi del Sud-est asiatico | Palembang           | 100 m hs    | Bronzo    | 13"77       |                  |
| 2011 | Giochi del Sud-est asiatico | Palembang           | 400 m hs    | Argento   | 58"97       |                  |
| 2011 | Giochi del Sud-est asiatico | Palembang           | Eptathlon   | Oro       | 5 488 p.    |                  |
| 2013 | Campionati asiatici         | Pune                | Decathlon   | Oro       | 5 818 p.    |                  |
| 2013 | Mondiali                    | Mosca               | Eptathlon   | 29ª       | 5 671 p.    |                  |
| 2013 | Giochi del Sud-est asiatico | Naypyidaw           | 400 m hs    | Oro       | 58"85       |                  |
| 2013 | Giochi del Sud-est asiatico | Naypyidaw           | Eptathlon   | Oro       | 5 556 p.    |                  |
| 2014 | Giochi asiatici             | Incheon             | Eptathlon   | dnf       | dnf         |                  |
| 2015 | Giochi del Sud-est asiatico | Singapore           | 400 m hs    | Bronzo    | 1'01"69     |                  |
| 2017 | Giochi del Sud-est asiatico | Kuala Lumpur        | 400 m hs    | 4ª        | 1'00"98     |                  |
| 2017 | Giochi del Sud-est asiatico | Kuala Lumpur        | Eptathlon   | Bronzo    | 5 288 p.    |                  |